# Shirley Ardell Mason
Shirley Ardell Mason (Dodge Center, 25 de janeiro de 1923 — Lexington, 26 de fevereiro de 1998) foi uma paciente psiquiátrica americana e artista comercial que obteve notoriedade por ter o transtorno de múltiplas personalidades, atualmente denominado transtorno dissociativo de identidade. Sua vida virou obra de ficção no livro Sybil, e dois filmes de mesmo nome foram feitos em 1976 e 2007. Tanto o livro como os filmes utilizaram o nome Sybil Isabel Dorsett para proteger a identidade de Mason, porém, no remake de 2007 sua identidade original é revelada ao término do filme.

## Biografia
Shirley Ardell Mason nasceu e foi criada em Dodge Center, Minnesota, filha única de Walter Mason (um carpinteiro e arquiteto) e Martha Alice "Mattie" Hageman. No que diz respeito à mãe de Mason: "...muitas pessoas em Dodge Center diziam que Mattie" — "Hattie" no livro — "era bizarra", segundo Bettie Borst Christensen, que cresceu na mesma rua. "Ela tinha uma risada de bruxa... Ela não costumava rir muito, mas quando o fazia, era como um berro." Christensen lembra da mãe de Mason andando após escurecer, olhando para as janelas dos vizinhos. A certa altura, a mãe de Mason teria sido diagnosticada com esquizofrenia.
No início de 1950, Mason foi uma professora substituta e estudante na Universidade de Columbia. Ela há muito sofria de desmaios e colapsos emocionais e, finalmente, entrou para a psicoterapia com Cornelia B. Wilbur, uma psiquiatra freudiana. As sessões em conjunto são a base do livro.
Algumas pessoas na cidade natal de Mason, leram o livro tendo reconhecido Mason como Sybil. Por esse tempo, Mason havia rompido quase todos os laços com o seu passado e estava morando na Virginia Ocidental. Mais tarde, ela se mudou para Lexington, Kentucky, onde viera morar perto da Dra. Wilbur. Ela lecionava arte em uma faculdade comunitária e abriu uma galeria de arte para fora de sua casa por muitos anos.
Mason é diagnosticada com câncer de mama em 1990, do qual recusa o tratamento, mas depois entra em remissão. No ano seguinte, Wilbur desenvolve a doença de Parkinson e Mason se muda para a casa de Wilbur para cuidar dela até a sua morte, em 1992. Mason morre de câncer de mama em 26 de fevereiro de 1998.

## Sybil
Romance de Flora Rheta Schreiber, Sybil é uma versão ficcional da história de Mason. O livro afirma que Mason tinha múltiplas personalidades, como resultado do abuso sexual infantil severo nas mãos de sua mãe, a quem sua psiquiatra Cornelia Wilbur acreditava ter sido esquizofrênica. O livro foi transformado em um filme de TV, estrelado por Sally Field e Joanne Woodward, em 1976. O filme foi refeito em 2007, com Tammy Blanchard como Sybil e Jessica Lange como Dra. Wilbur.

## Controvérsia
O diagnóstico de Mason foi contestado. O psiquiatra Herbert Spiegel viu Mason em várias sessões de Wilbur, enquanto estava de férias, e sentiu que Dra. Wilbur estava manipulando Mason a se comportar como se tivesse múltiplas personalidades quando ela, na verdade, não tinha. Spiegel suspeita de que Wilbur tenha divulgado o caso de Mason para ganho financeiro. De acordo com Spiegel, a paciente de Wilbur era histérica, mas não mostrava sinais de múltiplas personalidades; na verdade, mais tarde ele afirmou que Mason negou-lhe que ela era "múltipla", mas afirmou que Wilbur queria que ela "fosse" as identidades. Spiegel confrontou Wilbur, que respondeu que a editora não iria publicar o livro, a menos fosse o que ela diria que fosse.
Em agosto de 1998, o psicólogo Robert Rieber de John Jay College of Criminal Justice desafiou o diagnóstico de Mason, alegando que ela era sim uma "histérica extremamente sugestionável" e também afirmou que ele acreditava que Wilbur havia manipulado ela, a fim de garantir um negócio do livro. Em uma revisão do livro de Rieber, Bifurcation of the Self, Mark Lawrence afirma que Rieber distorcia repetidamente as provas e deixava de fora uma série de fatos importantes sobre o caso de Mason, a fim de promover o seu caso contra a validade do diagnóstico.
Sybil Exposed, de Debbie Nathan, baseia-se em um arquivo de papéis de Schreiber armazenado na John Jay College of Criminal Justice e outras fontes de primeira mão criminosa. Nathan descreve a suposta manipulação de Wilbur para com Mason e vice-versa, entrando em detalhes pessoais sobre a vida de Mason, Wilbur e Schreiber. Nathan atribui problemas físicos e sensoriais de Mason a um caso ao longo da vida de anemia perniciosa, mas equivocada no momento para os sintomas psicogênicos causados por estresse. Nathan afirma que Wilbur e Mason conscientemente perpetraram uma fraude. Ela cita uma conhecida carta de 1958 escrita por Mason (que é reproduzida em Sybil), na qual ela afirma para posar com um múltiplo de atenção e emoção. Nathan afirma que Schreiber escreveu Sybil baseado em histórias persuadidas por ela durante a terapia, e que esse caso criou uma "indústria" de repressão de memória. O caso continua a ser controverso. Apesar de os papéis de Wilbur terem sido destruídos, as cópias e trechos dentro de Flora Rheta Schreiber Papers de Lloyd Sealy Library em John Jay College, foram selados em 1998.